# Безпалий Леонід Якович
Леонід Якович Безпалий (31 грудня 1926, Розсохуватка — 12 червня 2009, Кіровоград) — український поет. Жертва Сталінських репресій.

## Біографія
Народився він 31 грудня 1926 року в селі Розсохуватка Маловисківського району на Кіровоградщині.
З початком німецько-радянської війни Леоніда мобілізували у перші дні. По завершенні війни став студентом Харківського державного театрального інституту, одним з його наставників був Мар'ян Крушельницький. Під час навчання створив групу «Раун» (Революційний авангард українського народу), яка за словами Безпалого була наслідком любові до України, бунтом душі проти жахливого стану народу і мала плани просвітницької та культурницької роботи. За це 15 січня 1948 року Безпалого арештували. У харківській тюрмі Леонід Безпалий зустрівся з поетом Василем Боровим, після якого народилось бажання стати поетом.
21 квітня 1948 року суд визначив найвищу міру покарання — «25» і «5» років (тоді саме відмінили смертну кару). У місцях позбавлення волі Леонід Якович утримувався 7 років 8 місяців і 21 день і повернувся за амністією після смерті Сталіна. Після цього заочно закінчив зооветеринарний технікум і все життя працював у селі: зоотехніком, заступником голови колгоспу, головою профкому у селі Крупському Кіровоградського району Кіровоградської області.
Видав поетичні збірки «На відстані сльози», «Батьківський поріг», «Світоносна світлиця», «Казки степового краю», «Перевесло», «Іти й не падать…».
Лауреат обласної літературної премії імені Євгена Маланюка 2007 року за збірку поезій «Іти й не падать…».
Останні роки жив у місті Кіровограді. Помер 12 червня 2009 року.

## Твори
- Безпалий Л. Батьківський поріг: Поезії / Л. Я. Безпалий; Вступне слово Б. Куманського. — Кіровоград: Народне слово, 2001. — 52 с.
- Безпалий Л. Вірші // Кіровоградська правда. — 2002. — 15 січня. — С. 3.
- Безпалий Л. Душа шукає свій собор: Поезії / Л. Я. Безпалий; Вступне слово Г. Клочека. — Кіровоград: Народне слово, 2003. — 52 с.
- Безпалий Л. Іти й не падать… : Збірка поезій / Л. Я. Безпалий; Вступне слово Л. Куценка. — Кіровоград: КОД, 2005. — 51 с.
- Безпалий Л. Казки степового краю: Вірші для серед. та ст. шкільного віку / Вступне слово С. Барабаш. — Кіровоград: Народне слово, 2002. — 38 с.
- Безпалий Л. Кантата — реквієм: Вірш до дня пам'яті жертв голодомору і політичних репресій // Народне слово. — 2000. — 25 листопада. — С. 2.
- Безпалий Л. Коріння: Збірка поезій / Л. Я. Безпалий. — Кіровоград: Народне слово, 2004. — 56 с.
- Безпалий Л. Моя доба (сповідь): Вірші // Народне слово. — 2000. — 15 липня. — С. 2.
- Безпалий Л. На відстані сльози: Поезії / Л. Я. Безпалий. — Кіровоград: Степ, 1993. — 80 с.
- Безпалий Л. На кленовім мості: Поезії / Л. Я. Безпалий; Передм. В. Марко. — Кіровоград: ПП «Поліграф-Терція», 2003. — 48 с.
- Безпалий Л. На хуторі Надія: Вірші // Народне слово. — 2000. — 28 вересня. — С. 3.
- Безпалий Л. Октави буднів: Поезія // Народне слово. — 1997. — 15 березня. — С. 3.
- Безпалий Л. Очима правди: Поезія / Л. Я. Безпалий; Вступне слово В. Погрібного. — Кіровоград: Б.в., 2004. — 92 с.
- Безпалий Л. Перевесло: Поезії / Л. Я. Безпалий. — Кіровоград: Народне слово, 2003. — 44 с.
- Безпалий Л. Просто неба: Поезії. — Кіровоград: Народне слово, 2005. — 48 с.
- Безпалий Л. Рідна мова: Вірш // Кіровоградська правда. — 2001. — 22 травня. — С. 3.
- Безпалий Л. Святоносна світлиця: Поезії / Л. Я. Безпалий. — Кіровоград: Народне слово, 2002. — 52 с.
- Безпалий Л. Сонети // Кіровоградська правда. — 1997. — 22 липня. — С. 3.
- Безпалий Л. Спіши на поклик мій: Поезії / Л. Я. Безпалий. — Кіровоград: Народне слово, 2003. — 52 с.
- Безпалий Л. Споглядальна мить: Поезії / Л. Я. Безпалий; Вступне слово В. Погрібного. — Кіровоград: Народне слово, 2005. — 55 с.
- Безпалий Л. У новій збірці «Просто неба»: Поезії/ Л. Безпалий // Кіровоградська правда. — 2002. — 14 травня. — С. 3.
- Безпалий Л. Цикл за циклом: Вірші // Кіровоградська правда. — 2000. — 26 грудня. — С. 3.

## Публікації про життя і творчість
- Вісті з Кіровоградщини: Урочисте вшанування лауреатів преміі імені Є. Маланюка // Літературна Україна. — 2008. — 6 березня. — С. 2.
- Вони здобули премію ім. Є. Маланюка // Кіровоградська правда. — 2008. — 25 січня. — С. 2
- Корінь А. «Поезія — свіча душі» — так вважає Леонід Безпалий // Кіровоградська правда. — 1994. — 14 червня. — С. 3.
- Макей Л. Нетлінний вогонь слова Маланюка/ Л. Макей // Народне слово. — 2008. — 5 лютого. — С. 1.
- Марко В. Золотий запас душі / В. Марко // Народне слово. — 2008. — 12 червня. — С. 3.
- На здобуття обласної літературної премії імені Євгена Маланюка за 2007 рік висунуто: // Народне слово. — 2007. — 22 листопада. — С. 2.
- Орел С. Треба йти і не падати // Вечірня газета. — 2008. — 8 лютого. — С. 3.
- Павлюк В. Названо лауреатів премії імені Є.Маланюка/ В. Павлюк // Народне слово. — 2008. — 22 січня. — С. 1.
- Полевина О. Идти и не падать / О. Полевина // Молодіжне перехрестя. — 2005. — 1 грудня. — С. 4. (рос.)
- Семенов М. Паперть єднання // Украина-Центр. — 2001. — 30 марта. — С. 12.